# Шишава (Травник)
Шишава је насељено место у Босни и Херцеговини, у општини Травник. Административно припада Федерацији Босне и Херцеговине, односно њеном Средњобосанском кантону. Према попису становништва из 2013. у насељу је било 179 становника, а већинску популацију у насељу чинили су Срби.

## Становништво
По последњем попису становништва из 2013. године у овом насељу живело је 179 становника, а село је пре рата било етнички хомогено са већинском српском популацијом.
| Националност | 2013.        | 1991.        | 1981.        | 1971.        |
| Срби         | 153 (85,47%) | 612 (98,71%) | 690 (97,60%) | 739 (97,88%) |
| Бошњаци      | 12 (6,70%)   | 0            | 2 (0,28%)    | 3 (0,40%)    |
| Хрвати       | 5 (2,79%)    | 1 (0,16%)    | 0            | 8 (1,06%)    |
| Југословени  | —            | 1 (0,16%)    | 15 (2,12%)   | 3 (0,40%)    |
| остали       | 9 (5,03%)    | 6 (0,97%)    | 0            | 2 (0,26%)    |
| Укупно       | 179          | 620          | 707          | 755          |